# Jolanta Ogar
Jolanta Ogar (Brzesko, Polonia, 28 de abril de 1982) es una deportista polaca que compite en vela en la clase 470 (entre 2013 y 2017 participó bajo la bandera de Austria). Es públicamente lesbiana.
Participó en tres Juegos Olímpicos de Verano, entre los años 2012 y 2020, obteniendo una medalla de plata en Tokio 2020, en la clase 470 (junto con Agnieszka Skrzypulec).
Ganó cuatro medallas en el Campeonato Mundial de 470 entre los años 2013 y 2016, y tres medallas en el Campeonato Europeo de 470 entre los años 2013 y 2016.

## Palmarés internacional
| \| Representando a Austria \| \| \| \| \| Campeonato Mundial \| \| \| \| \| Año \| Lugar \| Medalla \| Clase \| \| 2013 \| La Rochelle (Francia) \| Medalla de plata \| 470 \| \| 2014 \| Santander (España) \| Medalla de oro \| 470 \| \| 2015 \| Haifa (Israel) \| Medalla de oro \| 470 \| \| 2016 \| San Isidro (Argentina) \| Medalla de bronce \| 470 \| \| Campeonato Europeo \| \| \| \| \| Año \| Lugar \| Medalla \| Clase \| \| 2013 \| Formia (Italia) \| Medalla de plata \| 470 \| \| 2014 \| Atenas (Grecia) \| Medalla de oro \| 470 \| \| 2016 \| Palma de Mallorca (España) \| Medalla de oro \| 470 \| \| Representando a Polonia \| \| \| \| \| Juegos Olímpicos \| \| \| \| \| Año \| Lugar \| Medalla \| Clase \| \| 2020 \| Tokio (Japón) \| Medalla de plata \| 470 \| |                            |                   |       |
| Representando a Austria |                            |                   |       |
| Campeonato Mundial |                            |                   |       |
| Año | Lugar                      | Medalla           | Clase |
| 2013 | La Rochelle (Francia)      | Medalla de plata  | 470   |
| 2014 | Santander (España)         | Medalla de oro    | 470   |
| 2015 | Haifa (Israel)             | Medalla de oro    | 470   |
| 2016 | San Isidro (Argentina)     | Medalla de bronce | 470   |
| Campeonato Europeo |                            |                   |       |
| Año | Lugar                      | Medalla           | Clase |
| 2013 | Formia (Italia)            | Medalla de plata  | 470   |
| 2014 | Atenas (Grecia)            | Medalla de oro    | 470   |
| 2016 | Palma de Mallorca (España) | Medalla de oro    | 470   |
| Representando a Polonia |                            |                   |       |
| Juegos Olímpicos |                            |                   |       |
| Año | Lugar                      | Medalla           | Clase |
| 2020 | Tokio (Japón)              | Medalla de plata  | 470   |